# 東京自動車大学校
東京自動車大学校（とうきょうじどうしゃだいがくこう、英称：Tokyo Automobile University School）は、東京都葛飾区にある自動車に関する専修学校である。運営主体は学校法人小倉学園。
実習では、2輪4メーカー、国内10メーカーのほか海外5メーカーをあわせた100台規模で実習車を使用している。また、産業能率大学の通信制課程への進学（併修）の道を選択することも可能である。

## 沿革
- 1990年4月 開校。
- 1995年1月 文部大臣の告示により卒業時に専門士の称号付与が可能な認可を受ける。
- 1995年4月 産能短期大学併修コースを開設、併せて2級二輪自動車整備士の受験資格を新設。
- 1996年4月 産能大学4年制併修コースを開設。
- 2003年4月 1級自動車整備士コースを開設。
- 2005年3月 名称を東京自動車大学校に変更。
- 2005年12月 1級自動車整備士コースを4年制に移行。

## 学科
- 自動車整備科　
  - 1級自動車整備士コース
  - 2級自動車整備士コース
- ボディクラフト科

## 所在地
- 東京都葛飾区西亀有３-２８-３